# Ignacio Sabater
Ignacio de Sabater y Arauco (Úbeda, 1824-Úbeda, 1889) fue un banquero y político español, leal a la figura  de Isabel II y a la Restauración.

## Biografía
Nacido el 22 de enero de 1824 en la localidad jienense de Úbeda, durante el reinado de Isabel II, fechas por las cuales estaba afiliado al partido moderado, fue diputado a Cortes. Volvió a obtener escaño en las elecciones de abril y agosto de 1872 durante el Sexenio Democrático. En el exilio francés prestó ayuda a la exreina Isabel II y posteriormente apoyó la Restauración de la monarquía borbónica en la persona de Alfonso XII, periodo en el que volvió a las Cortes como senador, por Burgos primero y luego por Jaén. Miembro del partido conservador, falleció en Úbeda en enero de 1889, el día 15.